# Het gala van de gouden K's 2022
Op Het gala van de gouden K's van 2022 worden de gouden K's van 2022 toegekend.
Het gala wordt gehouden in Paleis 12 in Brussel. De presentatie was in handen van de Ketnet-wrappers. De televisieregistratie van het gala wordt door de VRT op 21 januari 2023 op Ketnet uitgezonden. Vanwege het grote succes wordt op 22 januari, één dag na de uitreiking een afterparty verzorgd eveneens in Paleis 12.

## Genomineerden en winnaars 2022
Hieronder de volledige lijst van genomineerden in elke categorie. De winnaars zijn in het vet aangeduid.
| Categorie                              | Genomineerden |
| -------------------------------------- | --- |
| Ketnet-acteur of -actrice van het jaar | Francisco Schuster (#LikeMe) Maarten Cop (Hoodie) Jean Janssens (Gamekeepers) Lotte De Clerck (#LikeMe)                                      |
| Ketnet-programma van het jaar          | Homo Universalis Ketnet Schijtluizen Karrewiet De Faker                                                                                      |
| Ketnet-serie van het jaar              | Hoodie Meisjes LikeMe 3HZ |
| Familieprogramma van het jaar          | The Masked Singer The Voice van Vlaanderen De Mol Down The Road                                                                              |
| YouTube-hit van het jaar               | Celine & Michiel Furtjuh & Gewoon Thomas Dutchtuber MeisjeDjamila                                                                            |
| Artiest van het jaar                   | Camille Dhont Metejoor Goldband Pommelien Thijs                                                                                              |
| Song van het jaar                      | Ongewoon van Pommelien Thijs Geen tranen meer over van Camille Dhont Ferrari van James Hype & Miggy Dela Rosa Warrior van Oscar and the Wolf |
| Tiktok-ster van het jaar               | Timon Verbeeck Steffi Mercie Sarkis Sako Bert De Kock                                                                                        |
| Surprise van het jaar                  | Remco Evenepoel Berre Annabet & Maurane van Karrewiet Loena Hendrickx                                                                        |

## Meeste nominaties en prijzen
| Aantal nominaties | Artiest         | Aantal prijzen |
| ----------------- | --------------- | -------------- |
| 3                 | #LikeMe         | 2              |
| 2                 | Camille         | 1              |
| 2                 | Karrewiet       | 1              |
| 2                 | Hoodie          | -              |
| 2                 | Pommelien Thijs | 1              |

2013 · 2014 · 2015 · 2016 · 2017 · 2018 · 2019 · 2020 · 2021 · 2022 · 2023 · 2024